# Isabel Moreno
Isabel Moreno Pérez (ur. 28 stycznia 1942 w Hawanie, zm. 9 czerwca 2024 w Miami) – kubańska aktorka.
Znana głównie ze swoich ról w telenowelach. W Polsce znana z serialu: Anita (telenowela).

## Filmografia
- "Amor comprado" (2008)
- "Alma indomable" (2008)
- "Tierra de pasiones" .... Mariana 'Nana' Sánchez (2006)
- "¡Anita, no te rajes!" Anita (telenowela) .... Caridad 'Cachita' Moret (2004-2005)
- "Gata salvaje" (2002) TV series .... Mercedes Salazar
- "Más que amor, frenesí" (2001 .... Corazón
- "Amantes de Luna Llena" (2000) .... Angustia
- Juegos bajo la luna (2000)
- "Hechizo de amor"  (2000)
- Cuando hay pasión (1999) .... Emperatriz Malavé
- Toda mujer (1999) .... Jade
- Amor mío (1997) .... Carmen de Briceño
- El perdón de los pecados (1996) .... Hilda Cristina Ramos
- Pecado de amor (1996) .... Amalia Márquez
- Cruz de nadie (1994) .... Dolores
- Deadly Weapon (1994) .... CIA Commander
- "El paseo de la gracia de Dios" (1993) .... Soledad
- "Divina obsesión" (1992) .... Madre Alejandra
- Mujer transparente (1991) .... Isabel
- "La botija" (1990) TV series .... Tía
- La bella del Alhambra (1989) .... La mejicana
- Bajo presión (1989)
- Un hombre de éxito (1985) .... Berta
- El extraño caso de Rachel K (1973)
- El bautizo (1968) .... Lita
- La ausencia (1968)
- Soy Cuba (1964)